# Hupalupa
Hupalupo fue un aborigen gomero, jefe del cantón de Orone y uno de los protagonistas de la conocida como « rebelión de los gomeros » de 1488, en que los aborígenes dan muerte a Hernán Peraza el Joven, señor territorial de La Gomera.

## Antroponimia
Su nombre cristiano era Pablo Hupalupa, siendo traducido su nombre aborigen por diferentes autores como 'cabellera larga', 'poseedor en abundancia', 'muy rico' o 'gran señor'. También aparece en la documentación histórica con las variantes gráficas de Hapalupu, Chapulapu, Chupulapu, Hapalapu, Hupalapu y Hupalupo.

## Biografía

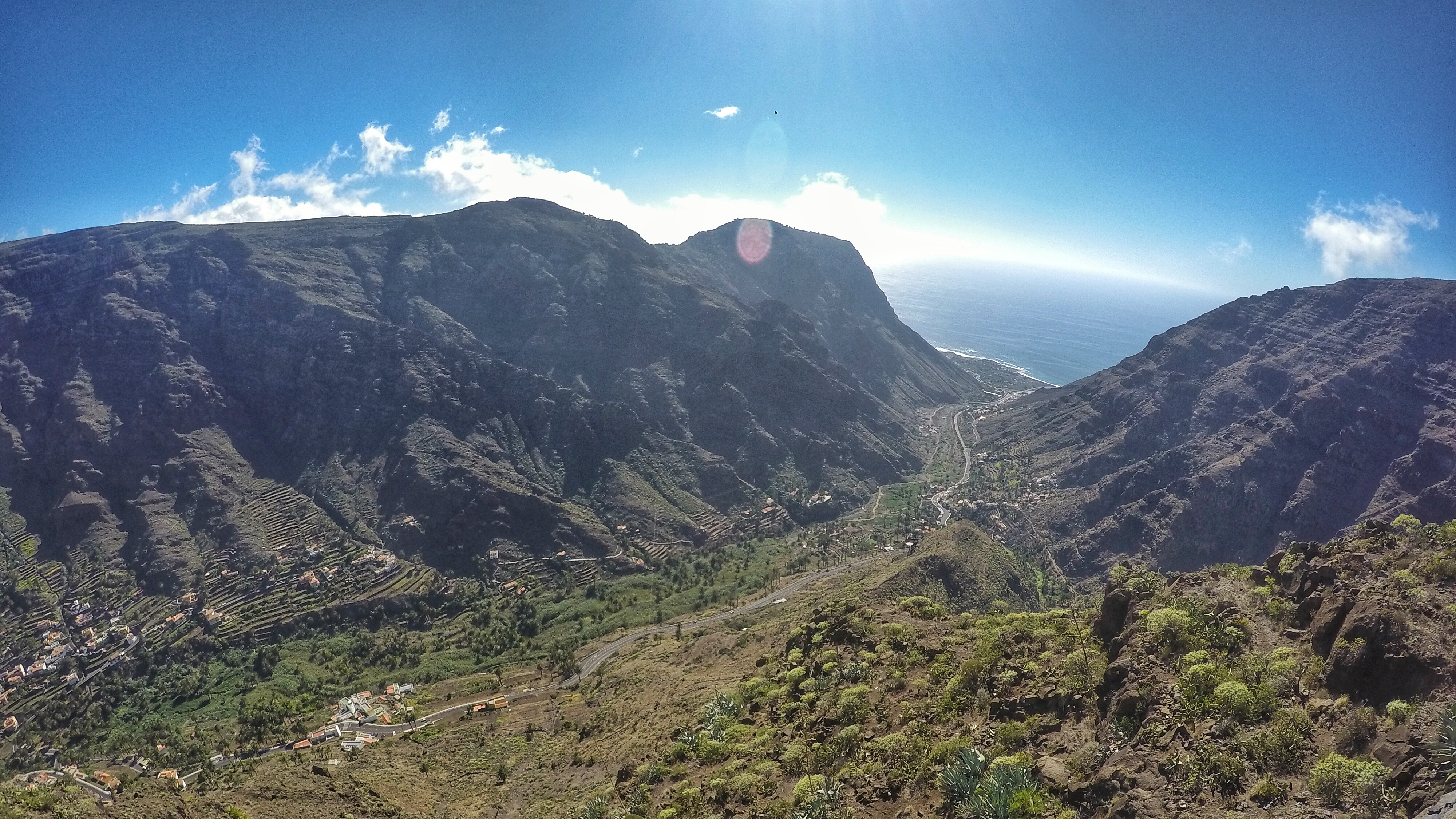
Valle Gran Rey, residencia de Hupalupa, llamado así por él.

Hupalupa era respetado y reverenciado por los gomeros, pues era anciano y se le atribuían dotes adivinatorias. Asimismo, tenía funciones de arbitraje entre los diferentes cantones isleños, siendo él originario del bando de Orone, del que algunos autores lo hacen jefe. Su residencia se encontraba en el Valle Gran Rey.
Después de pacificada la isla tras una primera rebelión en 1487 o 1488, Hupalupa advirtió a Peraza de que tenía que tratar mejor a sus vasallos, pero el señor no le escuchó y comenzó a desconfiar de él. Hupalupa, sabiendo estas sospechas de Peraza y viendo que este no solo no corregía su actitud, sino que incluso rompía el denominado «pacto de Guahedun» que había hecho con los jefes cantonales al tener amoríos con la aborigen Yballa, «hermana» suya por virtud de dicho pacto, se unió a la conjura que contra su señor hace junto a otros dos de los cuatro jefes cantonales de la isla —los de Agana y Mulagua— en una peña marítima conocida como baja del Secreto. La intención inicial de Hupalupa era solo la de capturar a Peraza, pero los acontecimientos se desarrollaron de manera diferente.
Los gomeros inician la marcha desde Valle Gran Rey hasta el término de Guahedun, sobre la moderna villa de San Sebastián, y encuentran a Peraza en la cueva de Yballa. Hupalupa iba retrasado por ser anciano, y cuando llega a la cueva encuentra muerto a Peraza, que había sido atravesado por una lanza por el guerrero Hautacuperche. Este hecho da pie a la denominada «rebelión de los gomeros».
Hupalupa se lamenta del asesinato, presagiando males mayores para los gomeros. Ordena entonces a su gente del bando de Orone que trasladen el cuerpo de Peraza a la torre de San Sebastián, que había sido sitiada por los rebeldes, y que auxilien a la viuda del señor, Beatriz de Bobadilla. Hupalupa muere poco después del asesinato de Peraza, según los historiadores, de pesar.